# Водник (Узбекистан)
Водник (узб. Водник, Vodnik) — міське селище в Узбекистані, у Ходжейлійському районі Республіки Каракалпакстан.
Населення 5883 мешканці (2011).
Розташоване на лівому березі Амудар'ї, за 11 км від залізничної станції Ходжейлі. Пристань Ходжейлі. З'єднане поромною переправою з селищем Пристанський на правому березі Амудар'ї.